# Papaipema wyatti
Papaipema wyatti là một loài bướm đêm trong họ Noctuidae.